# Древні раси

Рада Древніх, «Зоряна брама: Атлантида»

Дре́вні ра́си, або Древні, — збірна назва для типу вигаданих високорозвинених давніх цивілізацій, котрі описуються в різних фантастичних художніх творах, включаючи науково-фантастичні, фентезійні та жахи.
У фантастичних творах термін зустрічається часто та означає переважно цивілізацію (або расу), котра існувала в певному місці в минулому та лишила по собі якісь сліди. Зазвичай спадком Древніх рас користуються сучасні раси, або він якось визначив вигляд сучасного світу. До сучасності Древні, як правило, загинули чи перейшли на вищий рівень існування і тому не спостерігаються.

## Зображення Древніх рас
У багатьох фантастичних творах такі раси зустрічаються під назвами Древні (англ. Ancients) чи Предтечі (англ. Precursors). Вони описуються як такі, що щезли чи переховуються від сучасних цивілізацій. Прикладом можуть бути Ферлінги чи Древні із «Зоряної брами». Іншим варіантом є активна участь Предтеч у розвитку людства всесвіту «Вавилона 5» (ворлонці).
Переважно Древні описуються високорозвинутими технологічно, їхні знання та можливості іншим видаються майже безмежними. Попри давність (тисячі і мільйони років) їхні споруди та артефакти досі цілі та можуть виконувати свої функції. У деяких випадках щодо менш розвинених цивілізацій стосовно Древніх може застосовуватися «Третій закон Кларка»: «Кожна достатньо розвинута технологія уподібнюється магії» та висновок із нього — «Кожний достатньо розвинутий іншопланетянин уподібнюється богу».
Поширеним тропом є відродження Древніх сучасним людством чи перетворення людей на Древніх в ході освоєння їхніх знань та артефактів. Також зустрічається сюжет, де люди виявляються їхніми прямими нащадками, наступниками або деградованими Древніми (телесеріал «Зоряний крейсер „Галактика“», франшиза «Halo»).